# The Last Warrior - La spada magica
The Last Warrior: La spada magica, anche noto come The Last Warrior 2 (in russo Последний богатырь: Корень зла, Poslednij bogatyr': Koren' zla) è un film del 2020 diretto da Dmitrij D'jačenko.

## Trama
Quando una minaccia antica sembra incrinare la pace di Belogoria, Ivan, armato della sua spada magica, è costretto a un lungo viaggio durante il quale conoscerà il leggendario Bogatyr.

## Seguito
Il film è il seguito del film del 2017 The Last Warrior. La trilogia si conclude con un terzo film, The Last Warrior 3, uscito in Russia nel 2021.